# Kuroshiodaphne
Kuroshiodaphne is een geslacht van weekdieren uit de klasse van de Gastropoda (slakken).

## Soorten
- Kuroshiodaphne fuscobalteata (E. A. Smith, 1879)
- Kuroshiodaphne phaeacme Sysoev, 1990
- Kuroshiodaphne saturata (Reeve, 1845)
- Kuroshiodaphne subula (Reeve, 1845)
- Kuroshiodaphne supracancellata (Schepman, 1913)